# Josias Rowley
Pour les articles homonymes, voir Rowley.
Josias Rowley est un officier naval britannique né en 1765 et mort le 10 janvier 1862. Il commanda la campagne de capture des Mascareignes pendant les guerres napoléoniennes et finit sa carrière en tant qu'amiral.